# Famille de Lastours
Ne doit pas être confondu avec Famille Dor de Lastours.
La famille de Lastours est une famille noble française du Limousin. Elle est à l'origine de la première baronnie du Limousin, princeps, "prince" de leurs terres, allodiales. Elle n'a aucun rapport avec la ville de Lastours (Aude) ni de ses quatre châteaux. Elle est également distincte des familles Auderic de Lastours, Gauzence de Lastours, Dor de Lastours, ou encore Lastours de Bernarde.

## Historique
La famille de Lastours ou Las Tours trouve ses origines dans la seconde moitié du Xe siècle (selon Geoffroy de Vigeois) en 956 avec Gulferius (Gouffier I) de Lastours, premier ascendant connu. Son fils et petit-fils sont tout autant connus : Guy de Lastours et Gouffier de Lastours. Elle va rapidement devenir une des familles les plus importantes du Limousin grâce à un jeu d'alliances. Elle va ainsi se retrouver régulièrement opposée aux vicomtes de Limoges, leurs suzerains, jusqu'en 1210.
Dès le XIe siècle et la première croisade, la famille de Lastours se retrouve au premier plan grâce au héros croisé Gouffier de Lastours. En 1177, l'armée du Limousin, dont les Lastours, mettent en déroute les soldats du roi anglais Henri II (mené par son fils Richard « Cœur de Lion ») lors de la bataille de Malemort (à Malemort).
Au XIIIe siècle, la famille de Lastours est en difficulté. En effet, dû au grand nombre de branches de la famille, les territoires de celle-ci se retrouvent morcelés entre lignées, ce qui l'affaiblit, sans compter les conflits provoqués entre membres. Ce déclin durera jusqu'à son paroxysme, en 1354, lorsque Gouffier de Lastours (5e du nom) doit léguer les restes de la seigneurie à son neveu Geoffroy de Champagne, par cause d'absence d'héritiers. Geoffroy de Campagne prend néanmoins le nom et le blason des Lastours, obligé par une clause du testament pour sauver la famille de Lastours[réf. nécessaire].
Cette chute interminable ne s'arrêtera que durant la seconde moitié du XVe siècle. Grâce à leur grande fidélité à la couronne de France, principalement durant la guerre de Cent Ans, la famille se voit offrir de grands privilèges dans le Limousin. En 1452, Jean de Lastours est même choisi conseiller du roi Charles VII. À la suite de cela, il y eut aussi dans la famille des chambellans du roi, des sénéchaux ou gouverneurs du Limousin, ou encore des gentilshommes de la chambre du roi. Enfin, après trois substitutions, la dernière fut suivant l'alliance, en 1660, avec la famille de David de Vanteaux, qui devint donc de David de Lastours, seigneurs de Lastours, Ier baron du Limousin, comte et marquis de Lastours (Honneurs de la Cour 1789), marquis de La Douze et de Vergt. Ces dernières terres héritées de la branche aînée des d'Abzac de La Douze fut l'objet d'un procès "sans fin" qui ne s'acheva qu'en 1811.

### Alliances
La famille de Lastours s'est alliée à travers les siècles avec les familles : de Malemort, de Pierre-Buffière, de Chambon, d'Aubusson, de Gain, de Comborn, d'Aixe, de Flamenc, de Born, de Châteauneuf, de Chavina, de Campagne, Robert de Saint-Jal, de Montbrun, de Lascoux, Hélie de Colonges, de Noailles, de Cosnac, de Bourdeille, de Béthune, d'Abzac, de Bony de Lavergne, de Bonneval, de David de Vanteaux, Cramouzaud-Donnarieix.

## Héraldique

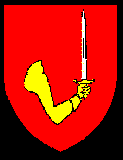
Le premier blason des Lastours

Après la première croisade (XIe siècle), la famille de Lastours prend comme blason « de gueules à un bras armé d'or, du côté senestre de l'écu, et tenant une épée nue d'argent en pal, à la garde et la poignée d'or. ». Ce blason est celui de Gouffier de Lastours[réf. nécessaire]. 
À la suite de cela, leurs armoiries passèrent à « d’azur à trois tours d’argent », représentant soit les trois mottes castrales initiales du château de Lastours, soit les châteaux appartenant à la famille (Lastours, Pompadour, Hautefort). En 1263, en signe de fidélité au roi de France, des fleurs de lys sont ajoutées, donnant ainsi D'azur, semé de fleurs de lys d'or, à trois tours d'argent brochantes,.
Le blason de Gouffier de Lastours, d'or à trois forces de sable, figure aux salle des Croisades à Versailles,.
Le nom de Lastours vient de l'occitan "Les tours"[réf. nécessaire].

## Demeures
La famille de Lastours a possédé :
- Le château de Lastours ;
- Le château de Pompadour ;
- Le château de Hautefort ;
- Le château de Terasson.

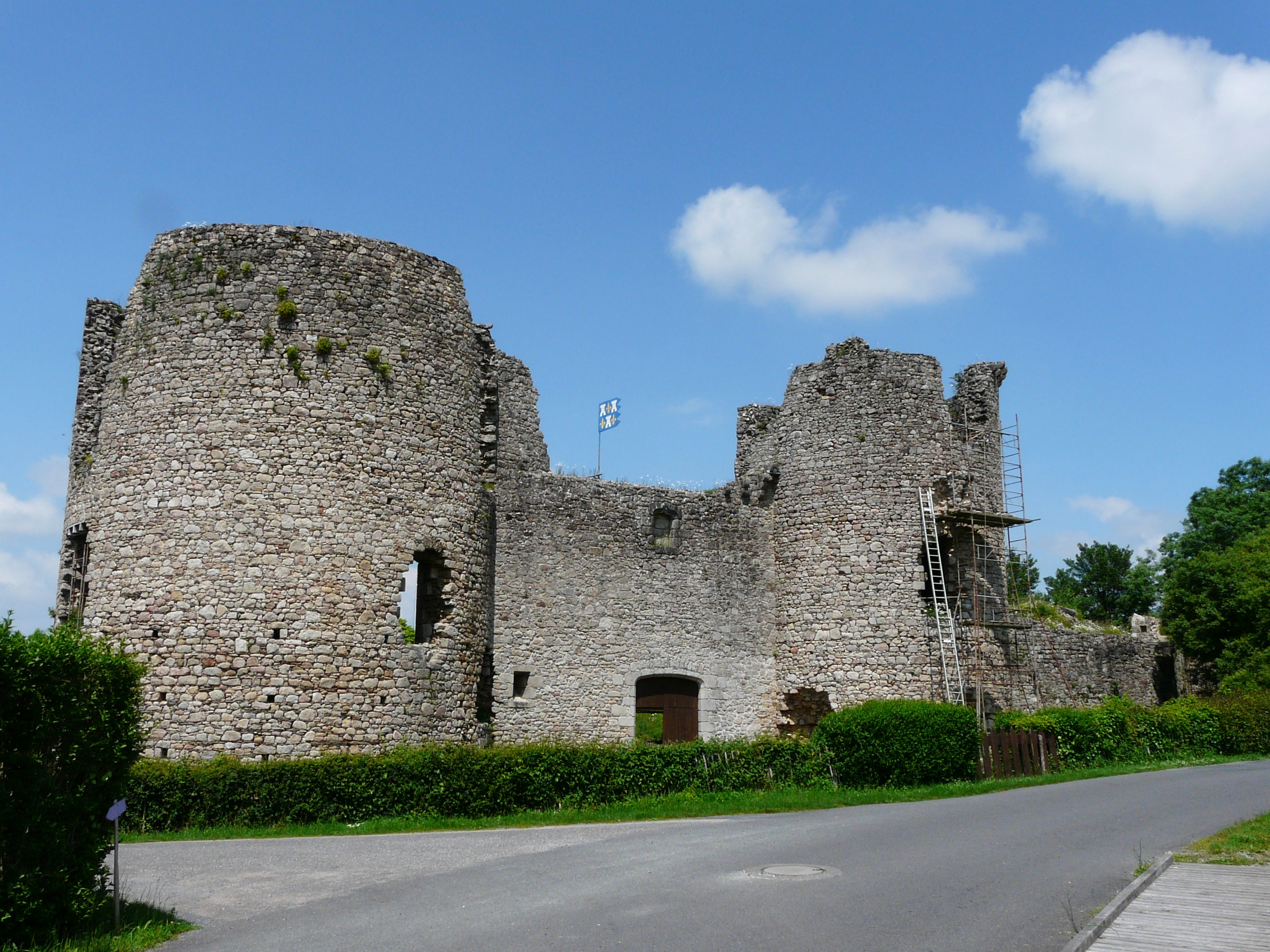
Le château de Lastours, siège de la famille de Lastours.

- Le château de Nexon (alias de Campagne)
- Le château de Linards

## Pour approfondir